# Президентские выборы в Пакистане (2013)
Президентские выборы в Пакистане состоялись 30 июля 2013 года .

## Выборщики президента
Главу пакистанского государства будут избирать 706 парламентариев — 104 члена Сената (верхняя палата парламента), 342 депутата Национальной ассамблеи (нижняя палата), 260 депутатов четырех провинциальных ассамблей страны:
- Провинциальная ассамблея Пенджаба,
- Провинциальная ассамблея Синда,
- Провинциальная ассамблея Белуджистана,
- Провинциальная ассамблея Хайбер-Пахтунхвы.

## Предвыборная ситуация
Срок правления нынешнего президента Асифа Али Зардари, представителя потерпевшей поражение на майских выборах бывшей правящей ПНП, заканчивается 8 сентября. В связи с поражением ПНП он ранее заявил об отказе от участия в президентских выборах. Поэтому 30 июля будет избран новый двенадцатый по счёту президент Пакистана.
В середине июля  Верховный суд Пакистана перенес президентские выборы с 6 августа на 30 июля в связи с тем, что ранее объявленная дата голосования выпадает на окончание священного для всех мусульман месяца рамадан.
Именно этим мотивировала свой бойкот выборов крупнейшая оппозиционная Пакистанская народная партия.  В связи с этим баллотировавшийся в кандидаты в президенты от ПНП сенатор Раза Раббани отозвал свою кандидатуру из списков кандидатов. По мнению аналитиков, на такой шаг руководство ПНП было вынуждено пойти в связи с крайне низкой популярностью этой партии, которая в период нахождения у власти с 2008 по 2013 годы приобрела скандальную репутацию из-за многочисленных коррупционных скандалов и неэффективной внутренней и внешней политики.
Несмотря на это в президентских выборах примет участие 22 кандидата от различных политических партий и движений исламской республики.
По мнению аналитиков главная борьба должна будет развернуться между Ваджихудином Ахмедом и Мамнуном Хусейном.

## Результат
Победу на выборах одержал представитель ПМЛ(Н) Мамнун Хусейн. Он набрал 432 голоса, ближайший к нему конкурент Ахмед набрал 77 голосов. Остальные кандидаты набрали очень незначительное количество голосов.